# 古巴导弹危机
古巴导弹危机（英語：Cuban Missile Crisis），又称古巴危機、加勒比海导弹危机或加勒比海危机（俄語：Карибский кризис，羅馬化：Karibsky krizis，國際音標：[kɐˈrʲipskʲɪj ˈkrʲizʲɪs]），是1962年冷战时期在美国、苏联與古巴之间爆发的长达1个月零4天的严重政治、军事危机。事件爆发的原因是苏联为应对美国在意大利和土耳其部署弹道导弹的举措，在古巴部署了类似的弹道导弹，进一步导致对抗升级为一场世界危机。尽管这场危机持续时间很短，但其仍是美国国家安全史和核战争准备史中的一次重要事件，亦通常被认为是冷战最接近升级为全面核战争的一次。

## 背景
冷战中第二次世界大战後的两个战胜国美国和苏联分别代表两个截然不同的经济和思想意识形态政策，以美國為首的资本主义國家，亦即自稱自由民主國家，結成陣營，同以蘇聯為首的社会主义国家，亦即自稱代表無產階級的共產黨執政國家，展開全球性的政治較量，两个超级大国的策略在于不断使用新的武器来显示自己的优势。
双方的战略考虑均不排除向对方进行核“首发”的措施。这个战略的目的在于向对方进行猛烈的第一次打击，以瘫痪对方，无法进行核反击。常规武器火力无法达到这个目的。当时两个超级大国所拥有的导弹技术（洲際彈道飛彈）可以覆盖到18,000公里外的目标，因此双方均可以从自己的国土打击对方国土内的目标。同时双方的战略轰炸机机队（B-52同溫層堡壘轟炸機和图波列夫Tu-95）也能够打击对方领土内的目标。但是这些武器的短处在于它们的预警时间太长，因此对方有足够的时间采取反制措施。为了缩短这个预警时间，双方必须将其核导弹尽量部署到对方的领土附近。
在1962年古巴危机前夕，美苏核武库（总量/其中战略核弹头）对比为（27,000/5,000）：（3,600/300）。美苏可从本土打到对方的洲际导弹对比为294：56，其中苏联SS7（R16）刚装备不久，实际可能仅20枚SS7（R16）和3枚SS6（R7）可应战快速调用；且与当时美国的“宇宙神”和“大力神I”洲际导弹一样，这些首批洲际导弹同有可靠性欠佳的問題。美国另有刚成军的5条华盛顿级核潜艇，每艘可携带16枚射程1850公里使用固体燃料可从水下发射的“北极星”Polaris A-1中程导弹，可于北冰洋和日本海对苏联构成潜在核威慑，而苏联当时还没有相应的对抗措施。基于以上极具优势的核力量，1959年美国在意大利和土耳其公开部署了45枚中程弹道导弹PGM-19朱庇特彈道飛彈，距离莫斯科仅约2,000公里，进阶形成对苏联的公开核威慑，这是后来古巴危机的导火线。
1898年美國戰勝西班牙，逼使西班牙放棄古巴主權，古巴成為獨立國，但古巴的政治、經濟實際被美國控制，大部分古巴產業掌握在美國人手中。美國與古巴訂立不平等條約，直接干涉古巴政府，並在關塔那摩灣建造永久海軍基地。第二次世界大戰前後，古巴的民族主義日漸高漲，而美國扶植的巴蒂斯塔政府廢除憲法，實行軍事獨裁統治，引發民眾反抗。1953年7月，以卡斯特羅為首的古巴革命軍發動武裝起義，經過多次失敗，卡斯特羅等革命黨人流亡海外，與南美阿根廷游擊隊領袖哲古華拉合作，1956年底乘坐小艇從墨西哥偷渡返回古巴，展開在山区的游擊戰爭。卡斯特罗一开始不是一个左翼共产主义者，而是一个民族主义者，希望透过武装和革命解放拉丁美洲。但是他身边的人都是左翼。1958年底，卡斯特罗占领哈瓦那，巴蒂斯塔逃到多明尼加。1959年1月1日，卡斯特羅領導的革命黨終於推翻巴蒂斯塔政權，建立古巴革命政府，这时美国和古巴之间没有敌意对立。美古对立始于1959年底，古巴领导层变为激进派，大量古巴难民进入加州，美国国内反对卡斯特罗的声音逐渐变大，民意不断向肯尼迪施压，希望推翻古巴政权。这时美国再次希望通过制裁向古巴施压，祭出武器禁运，和停止向古巴购买糖（糖是古巴的重要经济作物，因此对古巴经济打击极大），美国企业也开始减少对古巴的原油供应。古巴革命政府實行土地改革，開始沒收土地和私有財產，美國人擁有的銀行、工廠、商店、農場全部國有化。1960年古巴作为回应，开始向苏联购买武器，苏联也同意向其供应原油。同时美国的在古巴原油加工企业全部收归古巴国有。1960年12月在联合国大会上，苏联和古巴领导人非正式会面，赫鲁晓夫表示，如果美国入侵古巴，苏联会以导弹回击。1961年1月古巴驱逐美国外交人员，美國政府立即宣佈與古巴革命政府斷絕外交關係，凍結古巴在美國的資產，且开始對古巴實施貿易禁運，古巴革命政府开始倒向蘇聯陣營。

### 古巴革命
1952年，富尔亨西奥·巴蒂斯塔通过军事政变成为古巴总统，随即解散议会，废除1940年以来的宪法，他的独裁政府同时也招致了诸多反对（尽管美国政府不赞同，但是没有表达任何反对）。1959年1月1日，菲德爾·卡斯特羅从最初的82人起家，逐渐获得各激進團體的支持，反政府活动成功，推翻了自1952至1959年的巴蒂斯塔独裁军政府政权。1月13日成立了古巴共和国。宣告这一胜利的是领导人民革命的菲德尔·卡斯特罗，当时这位领袖人物年仅32岁。新政权成立初期，美国同古巴的关系还比较好。2月，卡斯特罗出任总理，4月访问美国，还受到艾森豪威尔政府的热烈欢迎。同時美國希望把古巴纳入美国的势力范围，巩固它在拉美的基础。
无论是卡斯特罗还是他的战友，本来不仅同苏联和其他社会主义国家没有任何联系，而且甚至对马列主义、对共产主义学说尚无基本的认识。

### 美古关系恶化
古巴新政府的领导成员发生很大变动，政府重要部门绝大多数被主张实行激进政策的人所掌握。美国政府担心古巴动摇美国在拉美的基础，因而就对古巴新政权产生不满，企图逼新政府就范，結果就导致了美国与古巴关系的日益恶化。卡斯特罗的新政府一开始打算保持古巴与美国的关系，但是美国不肯与卡斯特罗交往；卡斯特罗向美国贷款，但是德怀特·艾森豪威尔政府拒绝其要求，并支持古巴内部的遊擊组织试图推翻卡斯特罗政府。1961年1月5日，艾森豪威尔政府于卸任前半个月宣布同古巴断绝外交关系。同时，从经济上开始对古巴进行制裁，企图通过卡断经济命脉来扼杀古巴新政權。因此卡斯特罗只能向美国以外的势力求援。

### 猪湾事件
1961年4月15日，在刚上任不久的肯尼迪政府的支持下，古巴流亡者組成的部隊驾驶改涂流亡政府标志的美国B-26型轰炸机从佛罗里达起飞，对古巴进行了两天的轰炸，1000多名流亡軍从危地马拉的训练营出发，抵达尼加拉瓜卡贝萨斯港登船，于古巴南部豬玀灣登陆，意图占领当地机场，迎接古巴流亡政府，而后籍流亡政府请求美国军事介入，由已在佛罗里达训练10个月的约1万美军直接插手，入侵古巴并推翻卡斯特罗政府。但是在72小时之内，流亡军被政府軍擊敗，流亡政府也未能登陆古巴。美国政府并未就此罢休，继续对古巴施加压力。

### 北方森林行動
在古巴流亡军的军事行动失败后，在时任参联会主席李曼·雷姆尼澤上将主持下，美国又拟定了直接派兵入侵古巴的“猫鼬行動”；而其中关键的和机密的，作为“猫鼬行動”的“先导”和“正名”的“北方森林行動”，指示由美军执行如袭击美军驻关塔那摩基地和位于佛罗里达的民用设施等各种恐怖袭击，以及在深海击沉古巴难民船，然后嫁祸于古巴卡斯特罗政府引发众怒，再以此为由直接出兵入侵古巴。但猫鼬行動被肯尼迪搁置，肯尼迪通过国防部长麦克纳马拉回复李曼上将，总统明确拒绝了北方森林行動部分，后李曼上将下令销毁北方森林行動的相关文件，但其中部分文档被遗忘未及销毁，至美國國會在1992年通過法案，要求與肯尼迪暗殺事件相關的全部500萬頁檔案文件要在25年內全面公開，后被检出曝光。而猫鼬行動中刺杀卡斯特罗的部分得以施行，到80年代，这一部分变得更具象征意义，CIA公开承认了对卡斯特罗的各种光怪陆离的暗杀行动，但亦将刺杀行动限制在不波及其他领域如政变的范围内，在638次刺杀行动的后期更具警示意图。

### 向苏求援
受到美国的强大压力，卡斯特罗不得不向苏联寻求援助。苏联当时对古巴的处境表现出异乎寻常的关切，正是出于同美国争夺霸权的需要，想在拉丁美洲找一个立足點。古巴的求援，正是赫鲁晓夫求之不得的事情。他认为，古巴局势的发展，直接关系到苏联在拉丁美洲的影响，关系到苏联的威信及其在拉美的立足點。古巴和苏联于1960年就恢复了外交关系。在美国同古巴绝交后，苏联就抓住机会，增加了对古巴的经济、军事援助。苏古关系的发展，也就隐伏着美苏关系的紧张和日后的导弹危机。
被逼入绝境的卡斯特罗，1960年秋天在联合国大会上发表了一番慷慨激昂的讲话。他面对坐在大厅裡的美国人说，是你们促使我们寻求新的市场和新的朋友，它们就是苏联和社会主义世界。在这之后，我们就开始对这种社会主义产生了兴趣并开始研究它。1961年4月16日，卡斯特羅宣布古巴成为社会主义国家，正式地加入了社會主義陣營。

## 前奏
从1959年开始美国分别在意大利（2个中队30枚）和土耳其（1个中队15枚）高调部署了共45枚PGM-19朱庇特彈道飛彈（有消息称每个中队都有机动运输的后备弹，总数可能达75枚），在两国分别设立了10个和5个发射场，每个发射场永久固定3具发射架（在土耳其的部分发射架，作为旅游景点目前尚存），每具发射架常备竖立1枚装载了核彈頭并连接了燃料加注管的朱庇特中导对准苏联，这些导弹喷涂了意大利和土耳其国旗，名义上移交两国空军，实际由美国空军掌管核弹头的设置及导弹的瞄准与发射。1962年4月最后一批在土耳其的PGM-19朱庇特彈道飛彈及其发射装置竖立完毕，由于这些导弹可迅速发射（最快的5分钟）且露天無遮蔽公开部署，对华约的空中侦察毫不掩饰，处不受保护的状态很容易被攻击，因此它们明显只是用来进行第一打击使用的。
同期美英两国低調地共同部署了4个中队60枚PGM-17雷神飛彈（另有20枚机动运输的后备弹）於英國，在英国设置了20个发射场，每个发射场永久固定3套发射装置，与在土意部署朱庇特中导离莫斯科几乎等距约2,000公里。雷神中导空重更轻，射程更远而更脆弱，平置存于可移动仓库下，便于拆装弹头，大多数平时已装载了核弹头；雷神发射装置则要复杂许多，包括以无尘室标准管理的仓库，和多栋以掩体标准建造的控制室及燃料储存室，全部建筑又建立在近2米厚的水泥地基上。雷神中导亦常备连接了燃料加注硬管，并与永久固定的液压竖起/发射架连接，接到发射命令后需先移除仓库然后竖起，再加注燃料，共需约15分钟，相对朱庇特中导反应速度较慢。雷神中导发射失败率较朱庇特中导高，曾在实弹高空试射任务中，于发射台上加注燃料的过程中爆炸，导致发射场核污染。
与部署在土耳其、意大利的朱庇特中导不同，英国原本是按备战数十年的标准斥巨资建造这些发射装置，造价远高于雷神中导本身，并由此取得与美国的对等权限，即每座发射装置有两枚须同时使用的不同钥匙，由英美分别掌管一枚，形成逻辑上的“与”关系，须英美共同同意才可发射。但这些装置在服役平均不到2年后即被废弃，部分拆除了金属构件而水泥结构尚存，经申请获许可后也可参观。
与此同时美国此时已经拥有可以从水下发射的北极星导弹，这些核潜艇不易被发现和消灭，而苏联当时还没有相应的对抗措施。不过這些導彈不像現在的潛射彈道飛彈那麼強大，当时刚刚装备的A-1型最大射程只有1,850公里，若试图攻击莫斯科须先驶入黑海或波罗的海等蘇聯重兵把守的海域，尚未对莫斯科构成直接威胁。
1960年10月26日和27日美国首次从德克萨斯州的劳夫林空军基地起飞U-2侦察机飞越古巴。1961年9月5日美国侦察机首次拍摄到SA-2地对空导弹以及米格-21戰鬥機。

### 阿纳德尔行动
英美在欧洲和西亚部署的中导技术门槛较低，数量庞大，接到发射指令后5至15分钟即可发射，飞行约12分钟即可抵达莫斯科。60年代初（使用液体燃料的）远程洲际导弹发射准备时间均需至少1小时，2016年，美国总统候选人希拉里·克林顿在竞选辩论中透露，即便是美国现代的（使用固体燃料的）洲际弹道导弹，在接到发射命令后准备时间也需4分钟；而绕飞半个地球的飞行时间则约30分钟，所以即便与当今对比，这批60年代的中导實在是太過接近，也就如达摩克利斯悬剑对莫斯科构成莫大的威胁。苏共中央主席团（后更名为苏共中央政治局）责成当时的第一书记赫鲁晓夫着手解决这个问题。赫鲁晓夫有多种选择，他也的确施行了，包括升级以当时新式的 S-25 Berkut/SA-1防空导弹（苏式防空导弹的鼻祖，比现今仍在使用的SA-2有更高承载力，但只能固定部署）为主要手段的莫斯科防空圈至加载1万5千吨当量核弹头成为防空核弹，扩建莫斯科地铁包括传闻依附于2号线上的秘密支线，并在苏联两年未进行核试验后于1961年10月30日亲自下令试爆了一枚超级氢弹沙皇炸彈，但这些没有解决根本问题。1962年4月，赫鲁晓夫在与苏联国防部长羅季翁·雅科夫列維奇·馬利諾夫斯基元帅于黑海海边散步时，面向黑海对面的土耳其，首次表达了其设想的更为激进的方案，即利用美古关系恶化，于古巴部署攻擊性中程导弹，对美国实现同等威胁。赫鲁晓夫当时夸张地向马利诺夫斯基称，这是“将一只刺猬扔进美国的裤裆”。后来的实际运行却并非赫鲁晓夫设想的那么简单。
1962年5月21日，苏军副总参谋长阿纳托利·格里布科夫大将（Anatoly Gribkov）和两名助手开始根据赫鲁晓夫的想法制定“阿纳德尔行动”（Operation Anadyr）。格里布科夫的初始计畫为在古巴部署5个弹道导弹团，其中3个装备R-12型中程导弹（北约代号SS-4，射程2,000公里），2个装备R-14型中远程导弹（北约代号SS-5，射程3,700公里），每个团配有8具发射架，按1.5倍配备相应导弹，导弹按1：1配置战略核弹头。总计40具发射架60枚导弹和60枚百万吨当量级战略核弹。如果从古巴西部发射，导弹射程足以覆盖美国本土全境。为了给导弹部队提供支援，苏军还将部署大批防空和地面部队，包括2个短程导弹团（按1：5：5配备FKR-1短程巡航导弹含16具发射架、80枚导弹和80枚战术核弹头）、2个防空师（配备防空导弹）、1个战斗机团（装备40架米格-21战斗机）、1个导弹快艇支队（12艘导弹艇），和4个摩托化步兵团（配备T-54戰車124辆、水陆两栖戰車12辆、装甲车280辆、反戰車导弹发射器36座）。上述部队的总兵力为50,874人。
苏联国防部长马利诺夫斯基元帅在7月4日批准了行动计畫，三天后赫鲁晓夫拍板决定实施。在9月4日美国U2侦察机发现了苏军的防空导弹和快艇，肯尼迪向苏联干涉古巴提出抗议，苏联人又决定增派1个可投掷核炸弹的轰炸机团（最初为22架IL28和6枚空投核弹，后又增加20架IL28至总共42架，但并未全部运抵古巴），3个装备月神luna短程导弹-发射架-履带式运载车一体装置的自走火箭营（按1：5：1配备12輛可载弹机动的履带发射车，60枚导弹和12枚战术核弹头，至少有6部运抵古巴），2个喀秋莎火箭营（40部喀秋莎火箭发射车）。同时古巴动员正规军兵力27万，配备T-54戰車394辆，高射砲888门，重型火砲和重迫击砲近千门來保護。
1962年9月8日苏联货船“鄂木斯克号”携带SS-4中程导弹赴哈瓦那，这可能是第6个在古巴部署的中程导弹团，但是没有将这批货运到地方卸货，古巴危机即已结束。
至1962年10月，苏联在美国大部未知情的情况下在古巴秘密部署的核武器有：
- 两批共158枚核弹头，由2艘苏联货轮“因迪吉尔卡河”号（Indigirka）和“亚历山大罗夫斯克”号（Alexandrovsk）分别于10月4日和10月23日运抵古巴。其中包含百万吨当量级战略核弹头，首批36枚、第二批24枚，共60枚。这60枚战略核弹头中的36（或一說40枚，除SS-4所需的36枚外，还有4枚被计划藏匿于古巴主要港口，在港口被佔领、美军登陆部队云集时引爆，充当核地雷）在危机爆发中转移到陆地上，以备第1波核攻击，危机结束后又迅速收回存于货轮。
- 5个中程导弹团共60枚SS-4、SS-5中程导弹（共40具发射架）分批于9月8日夜和9月16日运抵古巴（另有材料说SS-4实际有4个团预定48枚，实际运到42枚，在危机结束后的撤出中按协议向美方展示了这42枚，而SS-5的发射架和核弹头全部运到，但SS-5导弹本身却未运至古巴。），用于搭载百万吨当量级战略核弹头，目标为美国主要城市。因SS-4、SS-5均使用强腐蚀性燃料，燃料只能在接到发射指令后灌注。据当时其中一名导弹团指挥官自传，当时苏联公开在建的发射场和隐蔽的发射架尚不具备快速发射能力，在队员准备弹体时他本人将驱车前往核弹头仓库取回核弹头，往返需要30分钟，加上安装弹头、竖起和灌注燃料的时间，这批中程导弹最快要滞后45分钟至1小时才能发射。
- 7艘高尔夫级（golf class/project 629）常规动力弹道导弹潜艇，各配备3枚射程600公里的ss-n-4（R13）舰载型短程导弹用于搭载百万吨当量级战略核弹头。这些潜艇与仍存有20枚百万吨当量级核弹头的苏联货轮同泊于古巴港口，作为第2波核攻击的后备载具。当时苏联尚无潜射技术，这7艘潜艇需上浮，将发射盖打开通风情况下才能灌注强腐蚀的硝酸/苯胺燃料，发射准备时间约15分钟。
- 首批22架经核武投掷改装的IL28配有从货轮卸载由空军自行保管的6枚407H“塔季扬娜”空投型万吨当量级战术核炸弹，这是苏联在古巴的最快反应核攻击力量。兼备配有反潜和常规轰炸的武器。
- 4艘狐步级（foxtrot class/project 641）常规动力潜艇，单独配备各1枚T5型533mm战术核鱼雷，用于对付可能的美国对古巴的海上进攻。
- FKR-1短程巡航导弹，用于搭载80枚战术核弹头，一小部分瞄准关塔那摩，大部分围绕哈瓦那，用于对付可能的美国对古巴的海陆进攻。
- Luna短程导弹含12部可载弹机动的发射车、60枚射程30公里的3R10导弹于10月8日运抵古巴，用于搭载增补的12枚战术核弹（危机时至少有6部发射车和8枚载有核弹的导弹投入战备巡逻），并可能作为FKR-1的候补载具。

## 危机时间表

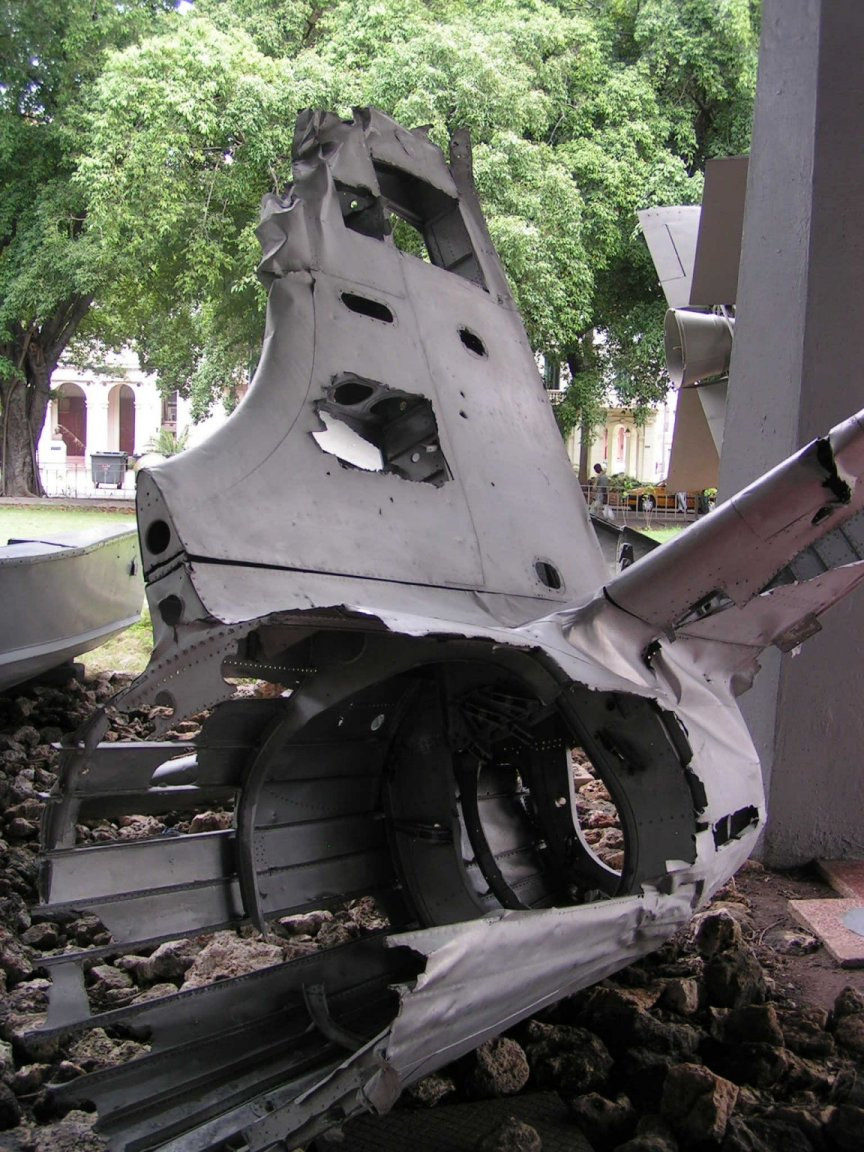
被击落的美国U-2侦察机的尾部，陈列在哈瓦那革命博物馆

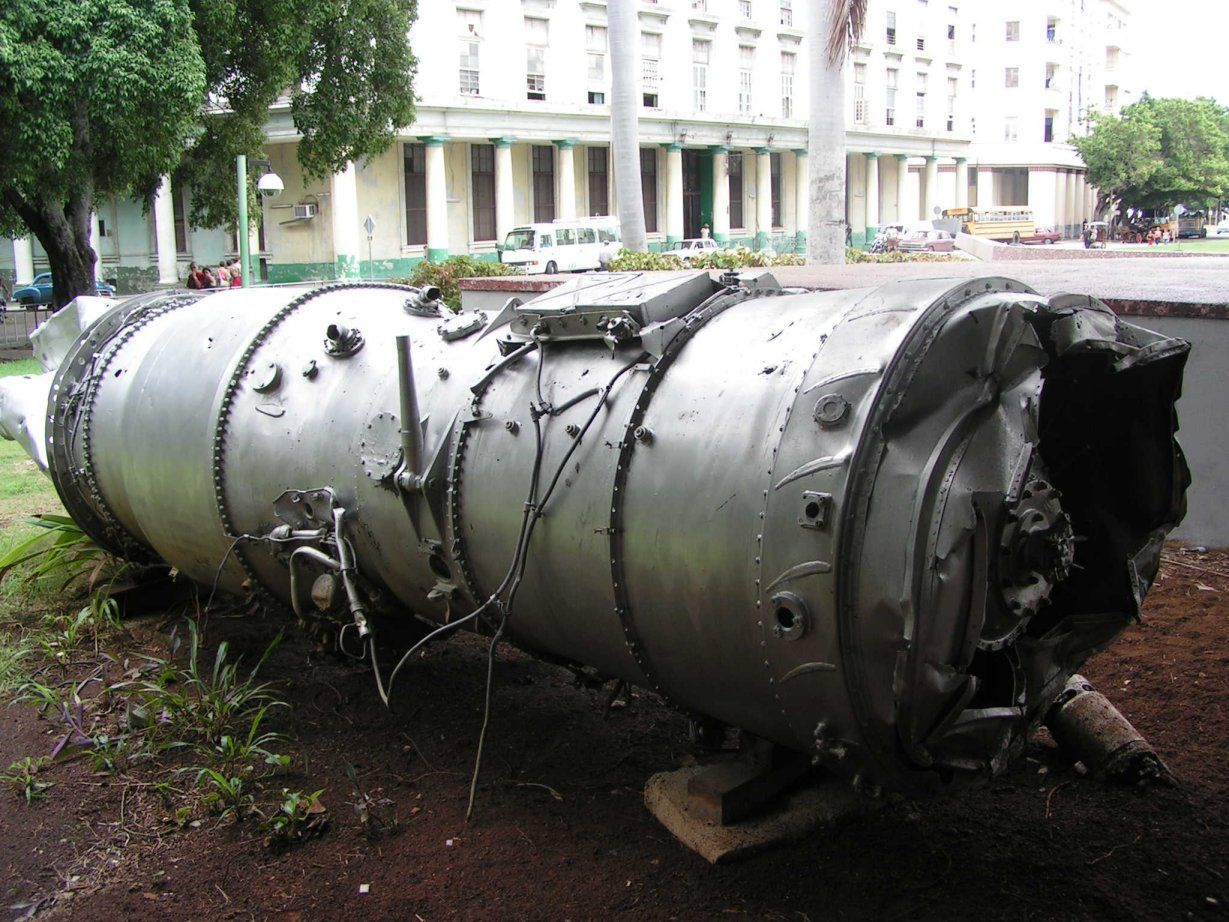
被击落的U-2侦察机的发动机

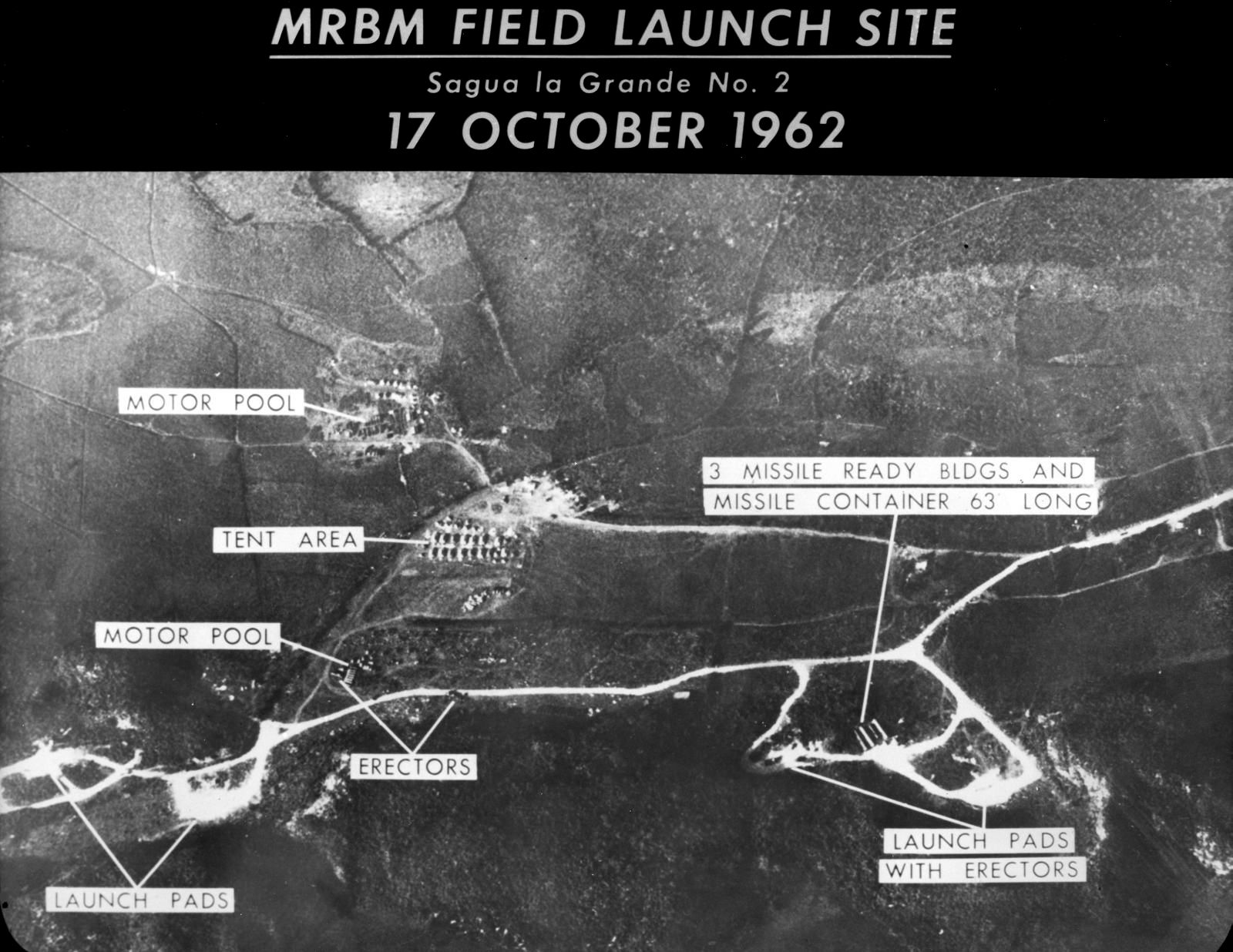
10月17日拍摄的导弹发射场，C.I.A公布的機密檔案

- （以下均為1962年）8月5日和29日中央情报局通过U-2侦察机以及间谍报告首次在比那尔德里奥省发现了防空导弹发射装置。
- 8月24日，面對質疑聲，美国国务院情报司负责人希尔斯曼向国会保证，古巴军事装备是防御性的。
- 9月4日，美国U-2侦察机发现了苏军的防空导弹和快艇，肯尼迪向苏联提出抗议。同时肯尼迪宣称“没有证据说明古巴出现了进攻性导弹。”
- 9月9日，中華民國黑猫中队的一架U-2于中國江西南昌被击落，美国担心1960年U-2偵察機在苏联被击落重演，暂停了对古巴的U2侦察。此禁令至10月9日解除，又因9月下旬至10月13日古巴上空连续近1个月阴雨，实际至10月14日才再次出动。
- 9月13日，肯尼迪重申古巴的军事部署不是挑衅性行动。
- 9月19日，美国情报委会员在内部评估报告中再一次确认，苏联不会将进攻性导弹运入古巴。
- 9月28日，美国在海上发现了苏联正往古巴运送伊爾-28轟炸機的货轮，综合多方面信息，肯尼迪有所警觉。
- 10月1日，美国调用胶片返回式侦察卫星变轨古巴上空拍照，同样因为天气原因未得有效情报。
- 10月7日，古巴总统奧斯瓦爾多·多尔蒂科斯·托拉多（此时卡斯特罗为总理）在联大发言：如果我们受到进攻，我们必会反击，反击将用强大武器，此武器强大到我们不想用它。這樣的暗示更加深肯尼迪政府的警觉。
- 10月9日，在解除U2禁飞的同时，美国专门又发射了1枚胶片返回式侦察卫星，試圖看到蘇聯正在進行的不尋常活動。

### 危机的爆发
真正的危机从1962年10月中旬开始。
- 10月14日周日：两架从德克萨斯州劳夫林空军基地起飞的U-2侦察机飞越古巴拍照。實際上，此时“阿纳德尔”计畫的准备工作已大部分完成（大部分中程导弹已抵达，但第二批核弹头将于10月23日抵达），赫鲁晓夫在古巴西北部圣克里斯托佛附近将5个导弹团中的2个未经伪装地展开，向肯尼迪摊牌。
- 10月15日周一：侦察机拍摄的照片明确地显示了导弹的存在。这些导弹是部署在古巴西北部圣克里斯托佛附近的SS-4导弹，它们可以打击华盛顿哥伦比亚特区。
- 10月16日周二：国家安全顾问麦克乔治·邦迪向肯尼迪汇报侦察结果，肯尼迪召集他的执行委员会来讨论各种反应方式。其中包括容忍苏联部署导弹、试图采取外交解决以及军事手段如封港、空袭和入侵。所有这些讨论均是绝密（公众和苏联不知道）。肯尼迪秘密下令继续使用U-2侦察。
- 10月17日周三：美国一天之内派出六架U-2侦察机拍摄导弹发射场，照片证明古巴两处正在安装SS-4、SS-5弹道导弹发射架，至少有16枚SS-4，24个SA-2防空导弹阵地和一个存放核弹头的掩体。此外照片还显示有数十架伊留申IL-28轻型轰炸机。SS-4、SS-5型号是根据双重间谍奥列格·潘科夫斯基上校以前提供的情报判读出的，这些导弹中射程最大的为3,700公里，它们可以攻击所有美国重要的工业城市，包括华盛顿，预警时间只有五分钟。
- 10月18日周四：苏联外长安德烈·葛罗米柯赴白宫与肯尼迪会晤。这次会晤是一次计划已久的会晤，並不是針對古巴事件的。出于策略性考虑肯尼迪在会晤中没有提到古巴问题，双方反覆讨论苏联已经多次提出的使得柏林非军事化的问题。这样一来美国更加相信苏联是打算通过他们在古巴的发展来改善在柏林问题讨论过程中的地位。这个假设也是其它西方盟国的意见，后来证明这个假设是错误的。在华盛顿，不断有苏联大量向古巴出口武器的消息流传。美国军队开始感到不安。美国将军认为封港太软弱，他们认为必须立刻进行空袭，然后入侵。尤其寇第斯·艾莫森·李梅空軍上將要求进攻：“红狗在挖美国的后院，我们必须惩罚他们。”[來源請求]罗伯特·肯尼迪命令他的司法副部长尼古拉斯·卡心白审查封港的法律基础。
- 10月19日周五：卡心白向执行委员会汇报封港的法律基础。执行委员会被分为数个组，分别研究对付古巴导弹的各种方案。
- 10月20日周六：虽然肯尼迪的高级顾问要求入侵，执行委员会最後決定按兵不動，进行封港。
- 10月21日周日：肯尼迪决定封港并召集大报纸的主编来避免报纸过早报道。
- 10月22日周一：美国军队进入警备状态（三级戒備狀態），为了准备入侵，更多的美军被移驻到佛罗里达州，约200艘舰船围绕古巴。英国、法国、西德和加拿大的政府代表获得通知，这些国家向肯尼迪表示他们的支持。肯尼迪发表电视演讲，宣布从10月24日开始对古巴进行封锁。此外他要求赫鲁晓夫将苏联导弹撤出古巴，并威胁假如美国被攻击的话将进行强大回击。克里姆林宫看到美國的強硬反應，担心会出大事，高層開始討論美国的底線與入侵古巴的可能。
- 10月23日周二：赫鲁晓夫宣布不接受封锁，但是保证部署的导弹完全是出于防御策略的。美洲国家组织开会投票同意封锁古巴。
- 10月24日周三：美国对古巴的封锁开始，由“艾塞克斯”号航空母舰战斗群率先执行。美国舰只和苏联舰只首次发生冲突，苏联货轮部分减慢了速度、部分掉头，苏联油轮“布加勒斯特”号则继续航行并于25日越过封锁线。美国海军勒令“布加勒斯特”号停船接受检查，布号未加理会，为了防止冲突升级，美国舰只没有总统的直接命令不许开火，因而放弃了对布号的拦截。26日美軍选中了被苏联租用的、为巴拿马所有的“马克卢拉”号货船，对其进行自封锁开始以后的第一次登船检查，没有发现载运武器后即让其通过。苏联舰只（由2艘老式舰砲巡洋舰、2艘导弹驱逐舰、2艘护卫舰共6艘艦隻组成的小型舰队）进入封锁圈（离古巴海岸800海里），但是美国并未采取行动而是缩小了封锁圈（改为离古巴海岸500海里），最終所有苏联舰掉头离开了封锁圈。苏联政府继续表示不作任何让步，但赫鲁晓夫担心除了在海上发生衝突之外，分布过广且缺乏海军保护的苏联货轮一旦被强行拦截，其中所载武器可能將被美国人“夺取并且分析、检查他们的导弹和弹头等诸如此类的先进武器[來源請求]”，仍命令多数载有军火如IL28的货轮返航。
- 10月25日周四：在联合国安全理事会的会议上美国大使与苏联大使针锋相对，美国首次展示苏联导弹发射场的照片证明蘇聯的進攻性意圖。
- 10月26日周五：苏联不顾封锁，在古巴继续部署导弹。美國执行委员会讨论军事步骤，並準備繼續美蘇對話，但军方强硬派十分懷疑蘇軍企圖，要求空袭以示警告，必要時可以入侵古巴。当日较晚时苏联大使馆向肯尼迪转交了赫鲁晓夫可能是较早发出的第一封信（此信被中情局鉴定为赫鲁晓夫亲笔签名）。蘇聯人在此時展現願意談判的態度，表示如美国保证不入侵古巴的话苏联可以撤离导弹。肯尼迪於是决定暫不入侵古巴。1962年11月1日的照片

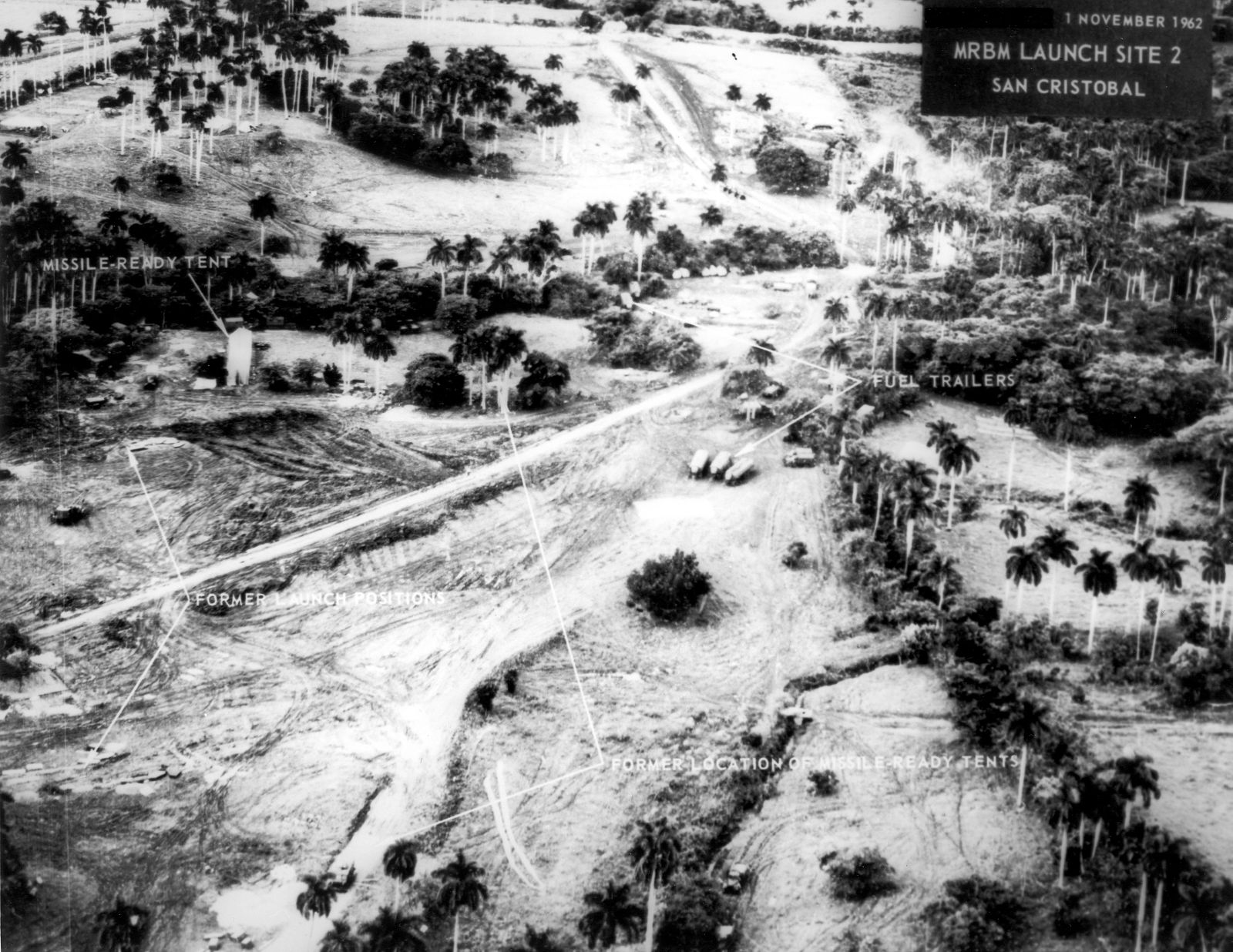
1962年11月1日的照片

### 危机的高峰
- 10月27日周六：当天上午苏联大使馆又向肯尼迪转交了赫鲁晓夫第二封比较官方的信，其中措辞比較强硬，且增加了美国须撤回部署在意大利和土耳其的导弹的要求。后有分析认为，这是苏共中央主席团坚持需达成解除北约中导对莫斯科威胁作出的决定。

該日為古巴衝突的最高峰，雙方均發生小型衝突，首先是早晨時分，美国空军进行了一次运载火箭试验，这次试验没有通知执行委员会。
同時苏联在古巴附近有四艘载有核鱼雷的狐步级常规动力攻击潜艇（B-4、B-36、B-59及B-130），美国海军很快就确定了这四艘潜艇的位置，但是美国人不知道这些潜艇上带有核鱼雷。此时苏联已授权在古巴的苏军，在受到攻击且无法联络莫斯科的情况下，掌握核弹的部队可自行决定是否使用手中的核武器而不必等待莫斯科命令。由于这些潜艇潜水很深，它们无法与莫斯科通讯。美国海军科尼号驱逐舰（DD-508）向最后一艘隐藏在海底的舷号为B-59的苏联狐步级潜艇投掷了五颗训练用深水炸弹以逼迫其上浮，在这之前苏联在古巴附近海域部署的潜艇大队另外三艘“狐步”级常规动力攻击潜艇已迫于压力而上浮。此时B-59艇内电力已严重不足，食物、淡水等生活物资严重短缺，船员们忍受着近60度高温，士气低落。由于美苏两国要求浮上水面的警告方式不同，导致B-59号的艦长误以为核战争已经爆发，遂决定要发射舰上的核鱼雷，由于副艦長瓦西里·阿爾希波夫执意不同意（按照当时苏联核潜艇的规章必须三位最高军官：艦長、政委、副艦長一致同意才能发射导弹），最后潜艇上浮来请示莫斯科的命令。
相应的，美国空军也下令驻阿拉斯加等地的B52携带實戰用的核炸弹，轮流空中值班準備攻打蘇聯西伯利亞。当日一架由阿拉斯加起飞的U2“因导航和通讯系统故障”从公海上空接近苏联楚科奇半岛，苏方起飞6架战机拦截，美方则以2架F-102「三角劍」戰機攜帶1,700吨当量的戰術核火箭前往支援U2。虽然肯尼迪下令没有其直接命令不得开火，但嚴格說來，发射核武的核按钮实际上仍掌握在空军人員手中，一旦擦槍走火後果恐會不堪設想，这也导致危机结束后，肯尼迪要求所有核武須加装密码锁，掌握核武的技术军官只有在获得上级授予的密码解鎖后，才能使用核武器。
同日，當地原苏军防空部队发射的三枚SA-2防空导弹中的两枚击中美国一架飞行在古巴上空21,336米的U-2，侦察机於巴内斯被擊中後坠毁在古巴，飞行员魯道夫·安德森少校当场死亡。另一架美國海軍的RF-8A也被37mm防空砲火擊中，U-2在古巴被防空导弹打下的噩耗传到美国空军司令部后，鷹派就已經開始明確立場，認定蘇軍不打算接受談判，美国空军官员当即决定根据计畫出动F-100超級軍刀戰鬥機空袭古巴巴内斯的防空导弹阵地，将它们彻底摧毁。然而，这毕竟是对一个主权国家的重大军事行动，因此，美国空军不得不将作战计畫上报国防部，国防部又上报肯尼迪总统。肯尼迪总统考虑再三，最后否决了军方的空袭计畫。当天，肯尼迪下令10枚新研製的“義勇兵I/LGM-30A”洲际导弹进入戒备（这批导弹后來被发现起飞助推器有缺陷，可能导致射程低于4,300英里（6,920公里），根本无法到达苏联，至1963年的LGM-30B才得以修正），以警告赫鲁晓夫不要轻举妄动。赫鲁晓夫本也无意妄动，仅面对入侵古巴领空的飞机不得不动。同时肯尼迪表示同意继续谈判。
此时美國军方认为苏联在古巴的中导发射装置将完全建成，在10月29日周一，可能具备类似朱庇特和雷神中导的快速发射能力，曾发动火攻东京的空军上将柯蒂斯·李梅试图逼迫肯尼迪馬上同意军方拟定的进攻计畫，即29日凌晨由空军率先开始空袭，并在其后几天中遂行在古巴登陆并最终佔领古巴，且暗示屆时若年轻的总统未能作出决定，军方也会发动攻击。

### 危机的转折点
此时以参联会主席馬克斯維爾·泰勒上将为首的军方将领积极请战，以国防部长罗伯特·麦克纳马拉为首的文官则倾向于由司法部长罗伯特·肯尼迪提出、並获约翰·肯尼迪总统首肯的谈判方案，即先忽略赫鲁晓夫的第二封信，只回覆第一封信所列的谈判条件，暂时避开从意大利及土耳其撤出导弹以备继续和苏联讨价还价。约翰·肯尼迪总统一方面以军方不能保证一旦开战可将所有苏联中程导弹于发射前摧毁为由，拖延了对军方进攻计畫的回覆（虽然军方认为10月29日凌晨不宣而战的突袭计畫可将大部分苏联中程导弹摧毁于地面，即便少数中程导弹得以发射并摧毁数个美国城市，也是可以接受的代价；但肯尼迪认为不宣而战的突袭若成功摧毁所有苏联中程导弹自不在话下，而是擔心一旦漏网的苏联导弹成功发射并击中美国城市造成大量平民伤亡，自己在政治生命中将背负发动美式珍珠港事件的罪名受到各方谴责，但是也不能表示軟弱，因此既不否决也不同意，拖延对军方的回覆）；一方面约翰·肯尼迪表面同意了执行委员会的讨论结果，于当天下午向赫鲁晓夫回電，表示同意赫鲁晓夫的第一封信中建议的，以保证不入侵古巴换取苏联撤出中导；但另一方面约翰·肯尼迪对白天发生的多起军事摩擦心有余悸并决意立即解决危机，在回电赫鲁晓夫的同时，私下令其胞弟罗伯特·肯尼迪派员前往苏联大使馆，以向苏联大使提交书面回信的名义与苏联驻美国大使谈判，谈判秘密限于肯尼迪兄弟和苏联大使阿纳托利·费奥多罗维奇·多勃雷宁及少数几名“非正规渠道”的情报官员之间，泰勒上将、麦克纳马拉部长、及苏联外长安德烈·安德烈耶维奇·葛罗米柯均不知情。
华盛顿时间27日晚19：45，罗伯特·肯尼迪于华盛顿特区宾夕法尼亚大道950号美国司法部现“罗伯特·F·肯尼迪”大楼自己的办公室约见了苏联大使多勃雷宁，并口头传达了其兄约翰·肯尼迪总统的意愿，内容重点为口头答应撤回在意大利和土耳其的导弹，交谈重点为向多勃雷宁解释总统受军方和执行委员会的压力不能书面出具同意撤回意大利和土耳其导弹的文件，但总统保证将实现这一点，而若赫鲁晓夫执意要书面保证或因此而拖延的话，总统将难以压制军方，局面将有可能失控，甚至依约翰·肯尼迪的授意，罗伯特·肯尼迪向多勃雷宁透露了军方计划于29日凌晨发动进攻之事。其实约翰·肯尼迪同时另避开执行委员会，通过私人的律师关系正秘密起草对赫鲁晓夫第二封信的回复，其中书面列出了同意撤回意大利和土耳其导弹的条款，以备不时之需。多勃雷宁与罗伯特·肯尼迪交谈结束后天色已晚，仍连夜通知莫斯科并极力向赫鲁晓夫转达肯尼迪兄弟的真实意愿，报告中向赫鲁晓夫描述了罗伯特表现出的憔悴与不安。
此时华盛顿相对莫斯科时差晚7小时，尼基塔·謝爾蓋耶維奇·赫魯雪夫在华盛顿时间27日当晚私下談判完成後，于莫斯科28日周日凌晨召开紧急政治局会议，最终说服政治局成员表决认可约翰·肯尼迪的口头承诺，同意苏联从古巴撤出中程导弹。莫斯科28日下午16：00（华盛顿时间28日上午9：00），赫鲁晓夫通过加密途径电函肯尼迪和驻古巴苏军总司令伊萨·亚历山德罗维奇·普利耶夫大将；同时另一方面下令莫斯科电台俄罗斯之声于莫斯科时间28日17：00（华盛顿时间28日10：00）准点向全球广播苏联从古巴撤出中导。只有不到1小时完成这个任务，俄语广播稿立即以赫鲁晓夫给肯尼迪的密电为基础在克林姆尼宫拟定，由专人驱车赶往不远处位于帕特尼斯卡娅大街25号的莫斯科广播大楼，信使乘电梯前往位于顶楼的广播室时，电梯又因故障（也有说信使在焦急中乱按电钮导致这种老式电梯停摆）卡在楼中，因是周日楼中空空如也，只有隔音的广播室和大楼门口的值班室有少量工作人员，信使大声喊叫终于唤来楼底的大楼管理员，从笼式电梯缝隙中将广播稿递出，后者一路步行爬上大楼顶层，终于赶在17点前将广播稿送至直播室；即便未能赶在17时广播的话，官方途径若不出意外也能在1小时左右由苏联驻华盛顿大使馆将英语版本提交白宫。肯尼迪获知了自己的情报部门翻译的俄罗斯之声的俄语广播，比苏联官方途径更早。另一方古巴政府也是从俄罗斯之声广播中获知了这个消息，而当时苏联驻古巴大使“阿历谢耶夫”还未从苏联收到任何相关信息茫然不知所措。不过赫鲁晓夫仍对肯尼迪有可能对军方失去控制而有所防备，双方在往复函件中均未提及其余98枚万吨当量级战术核弹头及所属除IL-28轻型轰炸机外的大部分载具，赫鲁晓夫仍暂时在古巴秘密保有了这批核武器直至一个月后局势稳定后撤出。
- 10月28日周日：秘密外交谈判终于成功。赫鲁晓夫態度改變，在莫斯科电台中宣布，已成功使美国保证，同意不入侵古巴，因此，苏联将从古巴撤回所有武器。同时美国决定秘密撤回在土耳其和意大利部署的弹道导弹。古巴导弹危机结束。今天一般认为教宗领袖若望二十三世在这件事件的和平解决中起了一定的作用。肯尼迪本人是天主教徒，若望二十三世与赫鲁晓夫之间一直有书信往来。
- 为了不使得美国的北大西洋公约组织盟国感到难堪、另外也出于宣传目的，美国从土耳其撤飛彈比苏联晚一些（1963年4月），而且是秘密撤军。这样美国从表面上来看是这场危机的胜利者。不顾虑这个对外的心理效果的话，苏联在这场危机中获得了一个战术胜利：透过在古巴部署和撤出导弹，苏联达到了美国从苏联的邻国撤出导弹的目的。客觀而言，雙方都達成了原先所設定的目標，也都各自保住了面子，算是一個相當圓滿的结局。

## 尾聲

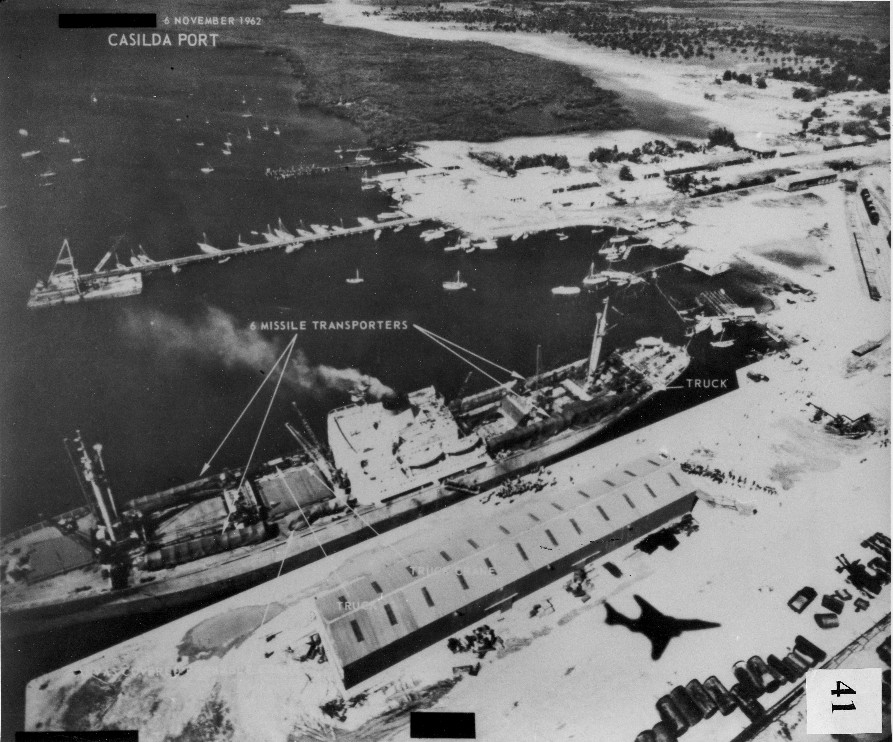
1962年11月导弹运走

根据双方协议，苏联同意撤出导弹过程需接受美国监视，古巴开放部分港口的领空，让美方侦察机低空近距离拍摄中导装船过程。肯尼迪利用这个机会，让公众媒体实况电视转播了这一过程。于是在接下来的几天中，两周来被核战阴影笼罩而迫切想知道苏联在古巴到底藏了多少货的美国民众兴奋地参与了对装船中导的计数，总共数到42枚据信是ss4中导。而自始至终除了发现有安装了ss5发射架的发射场，各方照片中没有完全确定有ss5的存在，因此对ss5是否运到古巴，或是否赫鲁晓夫一直将其藏匿，有不同见解。同时，由于美国撤出部署于意大利和土耳其的中导，将英国孤独地置于冷战最前线，而英国不愿意独自成为冷战急先锋，于是英国随后也废弃了雷神中导。
赫鲁晓夫的举动，使尚不知“阿纳德尔”行动计划和肯尼迪与赫鲁晓夫秘密协议的公众媒体兴奋了一阵，以为赫鲁晓夫剛被發現武裝介入，就在美方威脅入侵古巴计划面前退缩。而事实上肯尼迪是避开大多数执行委员会成员，独自决定秘密作出战略退让，使赫鲁晓夫早一步达成了预期的战略目的。
当然，彼时美国核弹头数量为苏联7倍，北约各国总和为苏联9倍，美国在载具上也对苏联有很大优势。美国在意大利和土耳其部署中程导弹是基于北约优势核武库背景对苏联的公开战略性核威慑，而赫鲁晓夫以仅及北约总合1/9的核力量瓦解了此威慑，令美國意识到冷戰背景下，已无法对苏联单方面威慑，而需尋求和平共處之道。雙方在局部衝突中也盡量進行代理人戰爭，避免直接與對方衝突。

### 潘科夫斯基上校
潜伏苏军总参谋部的双重间谍奥列格·潘科夫斯基上校向CIA和MI6透露了“阿纳德尔”行动，对肯尼迪的决策起了决定作用，因他避免了一场世界性核大战，而“阿纳德尔”行动本身的高度機密性，其本人也因此曝光，于10月22日被克格勃逮捕，后被枪决。相对而言，B59大副瓦西里·阿爾希波夫是扑灭了走火的导火索，而教宗若望二十三世和天主教会则是协调了双方最高层的直接对话。

### 肯尼迪兄弟的结局
對美國總統而言，事情并未就此圆满谢幕，肯尼迪避开军方，派出自己的弟弟和手下私自与赫鲁晓夫达成协议的独裁举动引起军方不满（CIA有更大嫌疑）；美国先是鼓动古巴流亡者武装对抗卡斯特罗，在流亡军大量伤亡后，此时又保证不入侵古巴，從這件事中撤出，使古巴流亡政府认为受到美國出卖。这两者具有報復心態，在1年后即1963年约翰·肯尼迪遇刺事件中成为首要的怀疑目标。而6年后即1968年罗伯特·肯尼迪在刚刚赢得了加利福尼亚州和南达科他州初选后即遇刺身亡，陰謀論中也有认为与其在古巴危机中扮演的角色脱不了关系。

### 美蘇新一轮核军备竞赛
另一方面美苏的相互核威慑也未自此缓和，赫鲁晓夫深知蘇聯落後的情況，随后以“生产香肠”的方式造导弹，70年代後生產的核子彈頭數一度超越美國，将苏美核竞赛又推向新高，直至80年代双方都发现无法取得绝对优势而签订中导条约并开始核裁军。

### 美蘇熱線
古巴危机尤其强调了冷战中两个超级大国之间爆发核战争的危险。古巴危机后两国均开始考虑如何避免类似的危机，尤其是改革交流層面，因為沒有適當的外交機關溝通，必須大費周章藉由第三國的場地派遣使節團多次商談，很容易造成資訊上的不對等和混亂，而直接談判則是這次化解危機的關鍵，為免訊息拖延導致誤判局勢而導致核戰爭爆發，此後，在华盛顿和莫斯科之间建立了美蘇熱線，这样可以在紧急情况下立刻进行双边首脑谈判来避免危机升级。以色列与埃及、约旦和叙利亚之间的第三次中东战争爆发后不久，1967年6月5日美蘇兩國第一次使用熱線。后来，兩國在冷战中还数次使用過熱線。

### 核按钮和核武器密码
危机中肯尼迪意识到虽然其作为总统有决定是否使用核武的权利，但核武的实际发射钮掌握在保养核武的技术军官手中。于是在危机结束后下令所有核武都需安装密码装置，密码由总统和军方高层保管，仅在下达发射命令的同时交由技术军官解锁。这就是今天核按钮的雏形。而在当时军方对此并非情愿，加之1963年肯尼迪即遇刺身亡，这一命令没有立即严格按其本意执行。今日多數大國都已建立了一套規範看守核武庫，如何應用管理也在軍中成為了一門學問。